# 鈔介
鈔介（？—？），字右賓，號漳野，河南彰德衛人，軍籍，明朝政治人物。

## 生平
河南鄉試第二名舉人。嘉靖三十二年（1553年）中式癸丑科二甲第三十三名進士。吏部观政，授户部主事。

## 家族
曾祖鈔全；祖父鈔貫；父鈔奇，知縣。母郝氏。弟鈔具、鈔胤、鈔貞、鈔稷。